# Marco Seefried
Marco Seefried (ur. 17 lutego 1976 roku w Oettingen) – niemiecki kierowca wyścigowy.

## Kariera
Seefried rozpoczął karierę w międzynarodowych wyścigach samochodowych w 1993 roku od startów w Formule König, gdzie jednak nie zdobywał punktów. W późniejszych latach Niemiec pojawiał się także w stawce DMSB Formel Renault Cup, DMSB Renault Sport Clio Trophy, Porsche Supercup, Niemieckiego Pucharu Porsche Carrera, Le Mans Series, FIA GT3 European Championship, Porsche Endurance Sports Cup, 24h Nürburgring, FIA GTN European Cup, ADAC GT Masters, 24H Series, Ferrari Challenge Europe, International GT Open, Aston Martin Le Mans Festival, Grand American Rolex Series, VLN Endurance, V de V Michelin Endurance Series, Asian Le Mans Series, Blancpain Endurance Series, United SportsCar Championship, Dunlop 24H Dubai, FIA World Endurance Championship, United SportsCar Championship Blancpain Sprint Series i w stawce 24-godzinnego wyścigu Le Mans.

## Wyniki w 24h Le Mans
| Rok  | Zespół                | Partnerzy                    | Samochód                | Klasa    | Okr. | Poz. | Klasa Pos. |
| ---- | --------------------- | ---------------------------- | ----------------------- | -------- | ---- | ---- | ---------- |
| 2015 | Dempsey-Proton Racing | Patrick Dempsey Patrick Long | Porsche 911 RSR-Porsche | LMGTE Am | 331  | 22   | 2          |